# Bashir Gemayel
Bashir Gemayel (in arabo بشير الجميل‎?, Bašīr al-Ǧumayyil; Beirut, 10 novembre 1947 – Beirut, 14 settembre 1982) è stato un politico libanese.

## Biografia
Figlio di Pierre Gemayel, il fondatore dell'influente partito libanese di destra delle Katāʾeb, noto anche come "Falangi Libanesi", Bashir Gemayel nacque a Beirut il 10 novembre 1947 e studiò presso l'Université Saint-Joseph di Beirut, laureandosi nel 1971 in giurisprudenza e nel 1973 in scienze politiche. Divenne membro del partito delle Katāʾeb nel 1967 e nel 1971, dopo essere stato vittima di un breve rapimento ad opera di militanti palestinesi, venne nominato ispettore delle forze para-militari del partito.

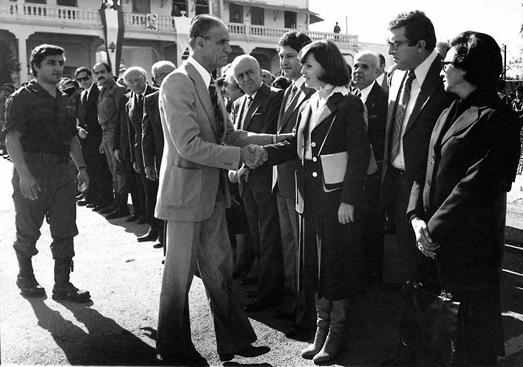
Bashir Gemayel (in mimetica) con il padre Pierre Gemayel e la famiglia di William Hawi all'anniversario della Falange nel 1977

Nel 1976, dopo la morte durante la prima guerra civile libanese di William Hawi, venne nominato capo militare delle Falangi, che unifica con altre milizie cristiane nelle Forze Libanesi. Il 23 febbraio 1980 scampò a un attentato ad opera di terroristi palestinesi, in cui morirono tre uomini della scorta e la figlia Maya di 18 mesi. Dopo la morte di sua figlia ebbe altri due figli: Youmna (n.1980) e Nadim (nato il 14 maggio 1982).
Quando l'esercito israeliano invase il Libano nel 1982, Gemayel, a differenza delle milizie del Libano del Sud, non collaborò con le truppe occupanti e, con 57 voti su 92 membri dell'Assemblea nazionale, compresi alcuni rappresentanti musulmani, il 23 agosto 1982 fu eletto Presidente della Repubblica.
Il 14 settembre 1982, nove giorni prima dell'investitura ufficiale, Gemayel cadde vittima di un attentato, eseguito da Habib Shartouni, cristiano, membro del Partito Nazionalista Sociale Siriano e contrario all'alleanza di Gemayel con Israele, che era vista come un tradimento.
Fece detonare una bomba, nell’appartamento vuoto della propria sorella. Bashir insieme ad altri 26 dirigenti falangisti, furono sepolti vivi perdendo la vita nel quartier generale della Falange nel quartiere cristiano di Ashrafiyyeh, nella parte orientale di Beirut.
Il fratello Amīn venne eletto presidente al suo posto.
L'omicidio del giovane presidente libanese provocò come ritorsione, due giorni dopo, l'eccidio di Sabra e Shatila, in cui almeno 700 palestinesi furono uccisi.